# Armorial Gelre

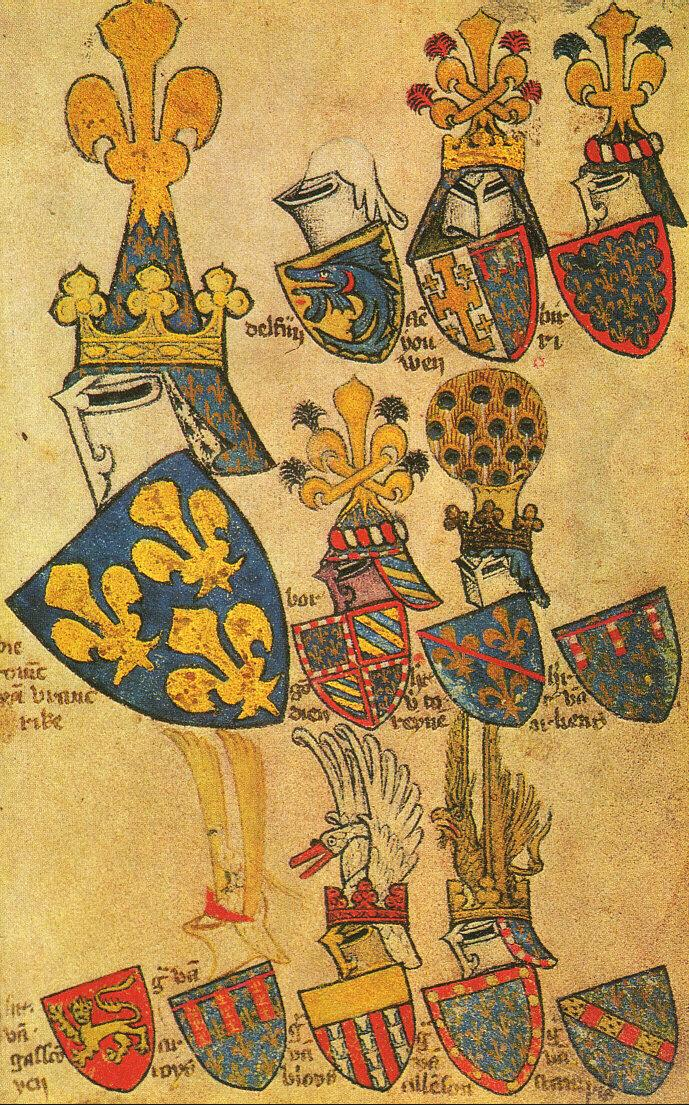
Beispiel für eine Seite aus dem Wappenbuch, hier Folio 46r

Das Armorial Gelre (auch Codex Gelre, Wappenbuch Gelre, Wappenbuch des Herolds Geldern, niederländisch: Wapenboek Gelre) ist ein mittelalterliches Wappenbuch. Es ist neben der Zürcher Wappenrolle eine der bedeutendsten mittelalterlichen Quellen der älteren Heraldik. Besondere Bedeutung hat es für die dänische Heraldik, da es die älteste bekannte Darstellung des Danebrog, der dänischen Flagge, enthält; außerdem enthält es die älteste Darstellung schottischer Wappen.

## Beschreibung
Das Wappenbuch wurde um 1400 von dem Herold Claes Heinenzoon (um 1345–1414) angelegt. Dieser führte den Amtsnamen Gelre (deutsch: Geldern), weil er im Dienst des Herzogs von Geldern stand. Später, als er im Dienst Herzog Albrechts I. von Bayern stand, legte er ein zweites Wappenbuch an, das Armorial Beyeren. Claes Heinenzoon hat damit gleich zwei der wenigen Wappenbücher, die sicher von einem Herold verfasst wurden, angelegt.
Das Armorial Gelre enthält – neben Gedichten und Urkunden – etwa 1800 Wappen geistlicher und weltlicher Fürsten aus West-, Ost- und Mitteleuropa und von deren Lehnsleuten; dazu kommen einige sogenannte Phantasiewappen wie die der Heiligen Drei Könige.
Das Wappenbuch ist in zwei Handschriften überliefert. Die eine (heute in der Belgischen Nationalbibliothek KBR) gilt als Autograph; die zweite ist eine um 1500 angefertigte Abschrift, die nur etwa 1400 Wappen enthält.
Victor Bouton ließ im späten 19. Jahrhundert ein ausführlich kommentiertes Faksimile anfertigen, wobei die Texte gedruckt und die Wappendarstellungen von Hand gemalt wurden. Dabei änderte er die Reihenfolge der Wappen.

## Handschrift
- Brüssel, KBR, ms. 15652-56.[2]

## Editionen
- Victor Bouton: Wapenboeck, ou Armorial de 1334 à 1372 : contenant les noms et armes des princes chrétiens ecclésiastiques et séculiers, suivis de leurs feudataires selon la constitution de l’Europe et particulièrement de l’empire d’Allemagne… / par Gelre, héraut d’armes, Paris 1885–97. (Digitalisat Band 1 Digitalisat Band 2)
- Christiane Van den Bergen-Pantens, Paul Adam-Even (Hrsg.): Gelre : B.R. Ms. 15652–56. Van Helmont, Leuven 1992. [Schwarz-weißes Faksimile der Brüsseler Handschrift mit heraldischer Einleitung durch Adam-Even.]
- Michel Popoff, Michel Pastoureau (Hrsg.): Armorial de Gelre (Bibliothèque Royale de Belgique, Ms 15652–15656). Léopard d’Or, Paris 2012, ISBN 978-2863772317. [Heraldische Edition teils auf Grundlage der Brüsseler Handschrift, teils auf Grundlage von Boutons Faksimile, von dessen Tafeln die meisten reproduziert werden.]